# Karl Theodor Paulke
Karl Theodor Paulke (* 16. Oktober 1881 in Bentschen; † 22. November 1938 in Hamburg) war ein deutscher Musiker und ein bedeutender Musikhistoriker des 20. Jahrhunderts. Er gilt als Begründer der Roemhildtforschung (Johann Theodor Roemhildt).

## Leben
Paulke wurde nach dem Studium in Posen und Berlin 1907 Kantor an St. Nicolai und Gesangslehrer am Gymnasium in Luckau (Lausitz), wechselte 1911 als Gesangslehrer am Realgymnasium und Oberlyceum nach Meiningen, wurde dort 1914 Hofkantor und 1915 zum Herzoglichen Kirchenmusikdirektor ernannt. 1923 wurde er Kantor an St. Georg in Hamburg, 1925 Leiter des Staatlichen Hamburger Kirchenchores, 1927 Direktor der Staatlichen Hamburger Singschule. Zu seinem Hauptforschungsgebiet zählte der Barockkomponist Johann Theodor Roemhildt. Unter anderem gab er eine Bearbeitung der Matthäus-Passion von Roemhildt heraus.